# Приједор
Приједор је град у северозападном делу Републике Српске, БиХ. Смештен је у Поткозарју. Приједор је треће насељено место по броју становника у Републици Српској са 27.970 становника.

## Географија
Приједор се налази на надморској висини од 136 m.

### Клима
Клима Приједора је умјерено континентална. Средња годишња температура је 11,7 °C, средња зимска 1,6 °C, док је средња љетна 21,6 °C. Средња годишња количина падавина износи 942 mm.

## Историја

### Праисторија
У околини Приједора археолози су пронашли остатке куће старе 5 хиљада година. Археолошка грађа указује да постојање насеља датира још из времена праисторије и доласка Римљана у ове крајеве првенствено због нових освајачких подухвата. Али, и због експлоатације гвоздене руде која је претапана у великим топионицама Салоне, Сисције и Сирмијума.

### Турско доба

#### Оснивање града
Током бечког рата (1683–1699) аустријске чете под командом грофа Адама Бацанија успешно су ратовале по Босанској крајини 1693. и 1696. године са војском босанског намјесника Џафер-паше. Тад се по први пут спомиње Приједор. Приједор се спомиње у турским документима увек под именом Придор (име од глагола продрети). Према предању, Сана је некада текла западније, испод самих брда и насеља Хамбарине. Сана је мењајући ток продрла поље и по томе је назван Придор. Придор се спомиње као паланка први пут у попису оних места у Турској што их похараше хрватске чете између 1693. и 1696. године. Тачан датум постанка Приједора је непознат. Спомиње се као место насељено муслиманским становништвом које је напустило крајеве које су освојили Аустријанци, а основао га је, према предању, Хаџи-паша Муслиман из Лике. Стари део града развио се на острву Свињарици, одељени од копна Саниним рукавцем Береком. На другом месту стоји да је град стајао на људском руком начињеном острву, на десној обали Сане.

#### Опис тврђаве
Рубом острва Свињарице подигнуто је утврђење, саграђено од дрвеног материјала, између ког је насут дебео слој земље. Ове су утврде подизане на местима где је било више шуме него камена. Град се састоји из једног издуженог, неправилног четвороугла, чија је источна страна дуга 130 корака. Западна страна је на води, где се налази само једна округла, шиндром покривена кула. Према југу тврђава је дуга 350 корака, а северни део је издужен у један угао и дуг четири стотине корака. Опкољен је двоструким зидом, високим десет и широким четири стопе. Спољни је удаљен од унутрашњег седам до осам стопа; склон је поду. На северној страни налазе се само две мање куле. На угловима испуњен је земљом, подешеном за топовска лежишта. Угао тврђаве према југу чини мању кулу истих особина као споменуте, а и југоисточни угао је подешен за лежишта топа. Око зида према Сани налази се мочваран ров, дубок пет до шест стопа. На северном делу је дрвени мост 160 корака дуг, три и по широк; а на источном делу деведесет корака дуг, четири широк, са две капије.

#### 18. век

##### Изградња Берека
Касније је израђена камена тврђава са три улазне капије, Диздаревом кулом и Барутаном. Изгледа да је тврђава изграђена за време владе Султана Махмуда I (1730–1754). Са југозападне стране град је осигуран реком Саном, са североисточне и северне мочварном увалом. Увала се продубила, земља ископала и насула међу дрвену грађу да служи као одбрамбени бедем. Касније доби име Берек (жабљак). Берек се продубио и њим је протекла Сана, тако штитећи град од непријатеља.

##### Куле и џамија
На граду су се налазиле три куле. Прва, звана „Шупља”, имала је свод, испод кога су могла проћи кола. Друге две су се звале „Грозданића” и „Градска”. Оправљена је 1768. године, што се види по наруџби ексера и окова извршеној у Крушеву и Фојници. На кулама су смештени топови. На раскрсници главних путева у граду је саграђена џамија, позната под именом Султан-Махмуда I (1730–1754). Изнад врата џамије узидана је камена плоча са натписом на арапском језику, рељефно исклесаном, величине 34 x 27 cm. На њој пише: „Добротвор и доброчинитељ султан Махмуд I. Бог му овековечио владавину, у Шабану 1160. године” (1747). Куће су, као и џамија, од дрвета. Једино је капетанов стан утврђен једним педесет корака дугим, две стопе дебелим и осам стопа високим зидом. Подграђа се састоји од слабих дрвених колиба грађених врло близу утврђења.

##### Формирање двије вароши
Тридесетих година 18. века харала је по Босни епидемија куге. После тог помора у Приједору су остала само три дућана. Тај део на самом острву, „назван турска варош”, а у новије време познат као Стари град, био је некада више одвојен од насеља крај обале, „српске вароши”.

##### Средина 18. века
Приједор је од свога постанка до средине 18. века био у саставу кадилука костајничке бакије, а онда је постао самосталан кадилук. Дакле, средином 18. века Приједор постаје самосталан кадилук (срез) и обухвата подручје Козарца, Омарске, Приједора и Љубије. Надлежност приједорског кадије у почетку била је доста скучена. Најстарији спомен капетанији у Приједору, односно њеном капетану, налази се у једној тапији изданој 4. октобра 1757. године. То је Хаџи-Сабан, син бившег удбинског аге Хаџи-паше. Као капетан спомиње се први пут 1757. године. Године 1767, радило се или на поправку или на доградњи Приједорског града. 1768. године оправљена је „градска” кула. У представци султану 19. фебруара 1781. године моли се помоћ за оправку џамије султана Махмуда, која је настрадала од потреса.

#### 19. век
Приједорски град имао је свога диздара и посаду. Пре септембра 1809. премештен је из Приједора диздар Алија с већим делом посаде у Дубицу и због тога је остао у Приједору мали број чувара; то је босански везир Ибрахим Хилми-паша о томе известио 20. септембра 1809. године Истанбул (Порту) и предложио да се постави нови ага, заповедници и 40 мустафиза (чувара). То је одобрено будући да је Приједор важан град и на удару. Аги је одређена плаћа од 55 акчи дневно.
Године 1810, Приједор је посетио француски конзул Фуркад Старији. Он је био и у кући Ибрахим-капетана за коју каже да је од дрвета као и остале у Приједору. У Приједору су била у свему три капетана, и то: Хаџи-Шабан, син му Ибрахим и унук Мехмед. Године 1833, било је у Приједору 15 топова, од тога 2 неисправна. Један од тих топова налази се данас у Музеју Козара у Приједору. У Приједорској капетанији били су заступљени сви родови војске, међу којима је био и добровољачки десни џемат.

##### Трговачки центар
Приједор је око 1850. године био један од трговачких центара Босанске крајине са око 2.900 становника и израђеном чаршијом, махалом и споменицима сакралне и профане архитектуре. Рекама Саном, Уном и Савом одвијао се речни саобраћај и жива трговина. Половином 19. века изграђена је у Приједору српска школа и црква. Земљиште за школу и цркву поклонио је Мехмедкапетан. У то време почиње крчење шуме и насељавање територије где је данас град Приједор.

##### Пожар; Изградња пруге
Приједорски је град напуштен 1851. године. Од пожара 8. јуна 1872. године изгорио је скоро цели Приједор. Поред Приједора изграђена је 1873. године прва железничка пруга у Босни која је ишла од Добрљина до Бање Луке. Изградњом пруге почиње ширење града који се развија и расте као трговачко мјесто са добро развијеним занатством. У његовој ближој околини била су жаришта „Пецијине буне” 1858. и великог босанског устанка 1875—1878. године.

### Доба Аустроугарске
Аустријска војска заузела је Приједор 1878. године. Крајишки натпоручник (оберлајтнант) у Личкој граничарској регименти Марко Будисављевић је са својом четом личких јунака прелазио границу ка турској територији која се протезала дуж Пљешевице. Нарочито се истакао у рату између Аустрије и Турске 1787, када је са 500 граничара, међу којима су била и његова два сина (Томо и Петар) и још девет Будисављевића, потукао турску војску код Кључа. Након те битке додељена му је аустријска племићка титула фон Приједор. Тврђава је постојала до аустријског заузимања Приједора у 1878. години. Четири године касније, 1882. године, великим пожаром настрадао је велики део града, али је до краја века углавном обновљен. Године 1884, подигнута је нова Српска школа у Приједору.
Као први већи индустријски капацитет помиње се пилана изграђена 1883. године изнад Козарца, а већ 1891. године основано је прво пољопривредно друштво и перадарска фарма, једини у то време у аустроугарској Босни и Херцеговини. На почетку 20. века Приједор је имао сва обележја урбане градске средине. Приједорски Срби су још више развијали трговину и банкарство, а да би сачували свој национални идентитет и традицију, имућне газде и трговци су улагали свој капитал и име у културни и национални препород и подизали културне установе и институције. Још 1834. године Приједор је имао српску основну школу која је заједно с комуналном (основаном 1891. године) прерасла у државну школу 1919. године. Пододбор „Просвете“ основан је 1902. године, а негде у исто време основана је прва штампарија и „Прва српска штедионица д. д.", па затим још три основне школе и забавиште, односно женска занатска школа, док је Гимназија основана 1921. године. Само пет година касније, 1907. године основано је друштво за телесно васпитање које је наредне, 1908. године, добило име „Српски Соко“. Године 1885. основано је и певачко друштво „Вила“ за које је химну написао Алекса Шантић, а музику је компоновао тада најпознатији живи српски композитор Јосиф Маринковић. Приликом преноса костију Стевана Мокрањца 1923. године „Вила“ је на такмичењу југословенских хорова у Београду освојило другу награду.
Аустријанци су срушили тврђаву као непотребну у Приједору 1890. године и од извађеног камена поплочали улице у новом делу града.
Нова православна црква у Приједору саграђена је 1891. године. Године 1896, саграђена је католичка црква у Приједору.
Комунална основна школа у Приједору подигнута је 1898. године.
Веома брзо Приједор је постао значајан трговачко занатски центар захваљујући римским путевима и пловности ријеке Сане, а аустроугарске власти су 1901. године донеле први урбанистички план по коме је Приједор изграђен као савремено насеље без махала и уских сокака. У овом периоду Бањалучки траписти отворили су хотел „Кајзер фон Естерајх” преко кога су пласирали производе и вршили верску пропаганду у Приједору. Хотел је као нерентабилан ускоро затворен.

### Доба Краљевине Југославије
Почетак 20. века донео је нове индустријске објекте и предузећа као што су „Прва крајишка творница цигле и цријепа“ коју је 1926. године основало једно српско акционарско друштво. У исто време један српски трговац основао је и прво извозно предузеће. Реч је о извозу живежних намирница и живине у Европу. Вредно је поменути да је у том времену основана и чувена столарска радионица „Антонијевић“, као и прво кондиторско предузеће које је после Другог светског рата прерасло у Фабрику кекса и вафла „Мира“.

### Други светски рат
За време Другог свјетског рата јединице Првог и Другог партизанског крајишког одреда заузеле су Приједор 16. маја 1942. године. Приједор је коначно ослобођен између 6. и 7. септембра 1944. године.
У Приједору је 1952. године подигнута фабрика целулозе и папира. Ту се налазила и фабрика електро-керамичког комбината, млинска индустрија, фабрика кекса и вафла, воћних прерађевина, конфекција и друге привредне организације.

### Приједор за време СФРЈ
У Приједору се налази музеј „Козаре” и гробље палим борцима НОР-а. Приједор је у том периоду имао више основних и средњих школа, позориште и културно-просветне установе.
Пољопривреда око Приједора давала је приносе за подмиривање потреба становништва, са мањим тржним вишковима. На подручју комуне радило је 5 земљорадничких задруга и пољопривредно добро „Саничани” (укупна површина око 1000 хектара). Пољопривредно добро имало је рибњак на површини од 310 ha, а гајио се шаран и смуђ. Мање количине пласирале су се на домаће тржиште, а веће служиле за извоз. У 1960. години извезено је 40 вагона рибе у Италију, западну и источну Немачку.
Према попису из 1953. године, Приједор је имао око 10.500 становника, 1961. године 17.000 становника, а 1972. године 30.000 становника.

### Рат у БиХ
У току грађанског рата на подручју бивше општине Приједор није било директних оружаних дејстава, изузев инцидента из маја 1992. године, када су муслимански екстремисти ноћним продором из правца Љубије покушали да заузму град. Брзом акцијом војске и полиције напад је одбијен. Приједорчани су потом активно учествовали у одбрани свог града и Републике Српске, као борци Пете козарске и 43. приједорске моторизоване бригаде.
Десетине хиљада Срба који су протерани из Хрватске, те бошњачких и хрватских делова БиХ доселили су се у Приједор и његову околину, а већина Бошњака и Хрвата је протерана из приједорске регије, тако да је до 1997. према проценама Хјуман рајтс воч-а остало још само 600 Бошњака и 1.405 Хрвата у Приједору. Католичка црква и све џамије у Приједору су разорене 1992.
Успостављени су логори за Муслимане и Хрвате: Омарска, Трнопоље и Кератерм.

## Становништво
|                      | 2013.           | 1991.            | 1981.            | 1971.           | 1961.           |
| Укупно               | 29 555 (100,0%) | 34 635 (100,0%)  | 29 449 (100,0%)  | 22 223 (100,0%) | 11 847 (100,0%) |
| Срби                 | 22 514 (76,18%) | 13 927 (40,21%)  | 10 478 (35,58%)  | 9 454 (42,54%)  | 6 233 (52,61%)  |
| Бошњаци              | 4 812 (16,28%)  | 13 388 (38,65%)1 | 10 173 (34,54%)1 | 9 433 (42,45%)1 | 1 574 (13,29%)1 |
| Хрвати               | 681 (2,304%)    | 1 757 (5,073%)   | 1 689 (5,735%)   | 1 727 (7,771%)  | 1 348 (11,38%)  |
| Неизјашњени          | 439 (1,485%)    | –                | –                | –               | –               |
| Непознато            | 291 (0,985%)    | –                | –                | –               | –               |
| Остали               | 167 (0,565%)    | 1 281 (3,699%)   | 378 (1,284%)     | 342 (1,539%)    | 101 (0,853%)    |
| Роми                 | 163 (0,552%)    | –                | 58 (0,197%)      | –               | –               |
| Муслимани            | 118 (0,399%)    | –                | –                | –               | –               |
| Југословени          | 80 (0,271%)     | 4 282 (12,36%)   | 6 465 (21,95%)   | 1 063 (4,783%)  | 2 452 (20,70%)  |
| Украјинци            | 79 (0,267%)     | –                | –                | –               | –               |
| Босанци              | 75 (0,254%)     | –                | –                | –               | –               |
| Словенци             | 50 (0,169%)     | –                | 54 (0,183%)      | 40 (0,180%)     | 53 (0,447%)     |
| Православци          | 35 (0,118%)     | –                | –                | –               | –               |
| Црногорци            | 30 (0,102%)     | –                | 78 (0,265%)      | 86 (0,387%)     | 35 (0,295%)     |
| Македонци            | 8 (0,027%)      | –                | 13 (0,044%)      | 16 (0,072%)     | 32 (0,270%)     |
| Албанци              | 8 (0,027%)      | –                | 51 (0,173%)      | 51 (0,229%)     | 13 (0,110%)     |
| Босанци и Херцеговци | 5 (0,017%)      | –                | –                | –               | –               |
| Мађари               | –               | –                | 12 (0,041%)      | 11 (0,049%)     | 6 (0,051%)      |

1. 1 На пописима од 1971. до 1991. Бошњаци су пописивани углавном као Муслимани.

## Градске месне заједнице
- Др Младен Стојановић (Паланчиште, Горња Пухарска, Црна Долина)
- Гомјеница
- Доња Пухарска
- Кокин град (Кокин град, Луковица, Мала Гомјеница)
- Орловача
- Приједор I (центар, Пећани)
- Приједор II (Урије)
- Приједор III (Рашковац, Стари град)
- Приједор IV (Врбице, Тополик, Нова Орловача)
- Тукови
- Чиркин Поље

## Установе
Приједор има аутобуску станицу, железничку станицу, хитну помоћ у Дом здравља. У граду су смештени и музеји „Козара” и Музеј револуције на Козари. Овде је и Народна библиотека „Ћирило и Методије” у Приједору, те Гимназија Свети Сава (Приједор).

## Сакрални објекти
У Приједору се налази велики број верских објеката: пет православних цркава, једна католичка те шест џамија.
Православне цркве су:
- Црква Свете Тројице у центру града (19. век)
- Храм Светог пророка Илије у насељу Урије
- Храм Свете Петке у насељу Гомјеница
- Храм Светог Петра и Павла у насељу Петрово
- Храм Рођења Пресвете Богородице на Пашинцу
- Храм Светог великомученика Георгија у Туковима.

Католичка црква у Приједору посвећена је Светом Јосипу, а на католичком гробљу на Уријама налази се и једна мања капела.
Џамије у Приједору су:
- Чаршијска
- Заградска
- Гомјеничка
- Староградска
- Џамија у Доњој Пухарској
- Џамија у Горњој Пухарској.

## Спорт
Приједор је седиште фудбалског клуба Рудар.

## Галерија
- Мост у Приједору
- Православна црква
- Чаршијска џамија
- Католичка црква
- Центар града